# بياتريس كاستيلو
بياتريس كاستيلو هي عداءة سريعة كوبية، ولدت في 17 فبراير 1954 في سانتياغو دي كوبا في كوبا.

## وصلات خارجية
- بياتريس كاستيلو على موقع الاتحاد الدولي لألعاب القوى (الإنجليزية)
- بياتريس كاستيلو على موقع أوليمبيديا (الإنجليزية)